# Basilika Notre-Dame de Bonsecours

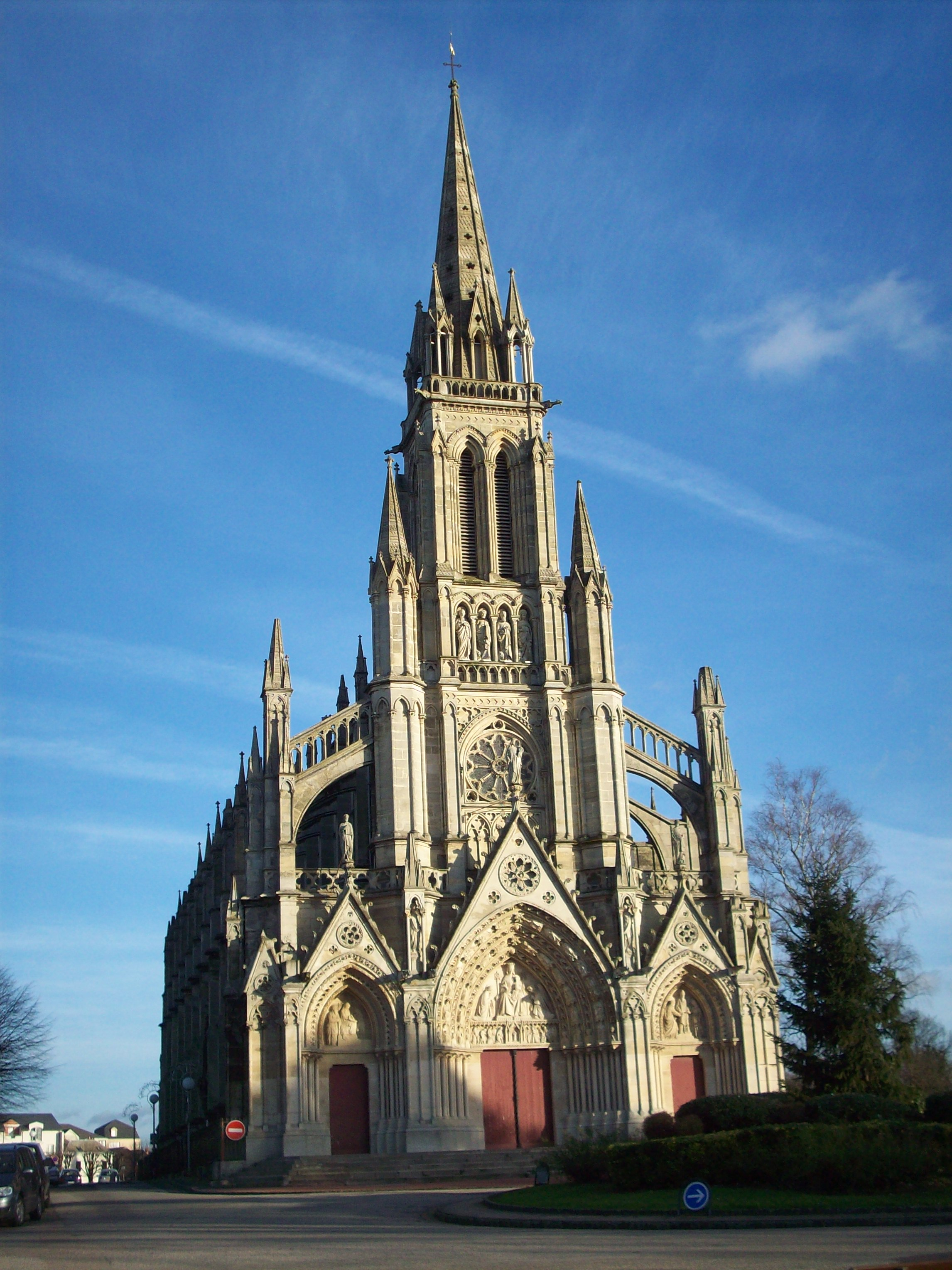
Basilika Notre-Dame de Bonsecours

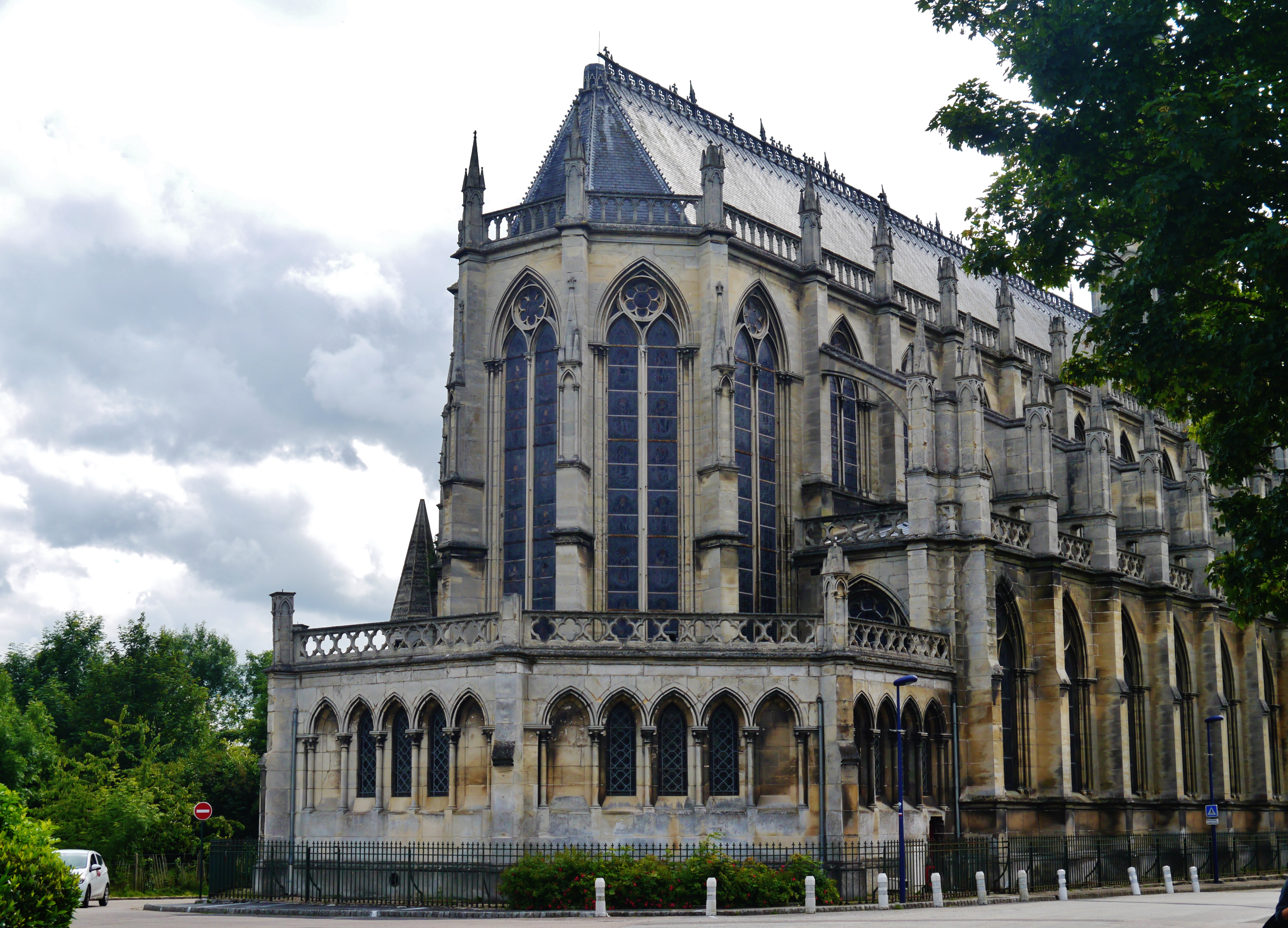
Chorseite

Die Basilika Notre-Dame de Bonsecours (deutsch Basilika Unserer Lieben Frau der Hilfe)  ist eine römisch-katholische Wallfahrtskirche in Bonsecours bei Rouen in der Normandie, Frankreich. Sie wurde im 19. Jahrhundert von dem Architekten Jacques-Eugène Barthélémy aus Rouen als erste französische Kirche im Stil der Neugotik errichtet. Die Marienkirche gehört zum Erzbistum Rouen, sie hat den Rang einer Basilica minor und ist als Monument historique denkmalgeschützt.

## Geschichte
Die Marienwallfahrt Notre-Dame de Bonsecours ist die einzige im Département Seine-Maritime. Sie geht auf das Mittelalter zurück und ihre Geschichte ist auf einer Marmortafel an der Wand der Vorhalle dokumentiert.
Die Basilika ist die Nachfolgerin von zwei anderen Gebäuden. Zunächst gab es seit 1034 die Kapelle von Blosville (aus dem Dorf wurde „Blosville-Bonsecours“ und 1959 „Bonsecours“), die sich in der Nähe des um 750 erwähnten Schlosses befand. Sie gehörte den Herren von Pavilly, die sie 1186 den Ordensleuten von Saint-Lô überließen. Diese Kapelle wurde 1332 durch eine Pfarrkirche ersetzt, die 1473 von den Truppen Karls des Kühnen zerstört und anschließend wieder aufgebaut wurde, bevor sie ihrerseits durch die heutige Basilika ersetzt wurde. Dies geschah auf Initiative des Abtes Charles Victor Godefroy, der 1838 in Blosville ernannt wurde und bis 1868 im Amt bleiben sollte. Von der alten Kirche, die während der Französischen Revolution zerstört wurde, sind jedoch das wichtigste und am meisten verehrte Element, die Statue der Notre-Dame de Bonsecours aus polychromem Holz aus dem 16. Jahrhundert, sowie ein hölzernes Chorgestühl aus dem 13. Jahrhundert erhalten.
Die Basilika wurde von dem Architekten Jacques Eugène Barthélemy im damals noch neuen neogotischen Stil entworfen – sie ist das erste Beispiel dieses Stils in Frankreich. Der Grundstein für das neue Gebäude wurde am 4. März 1840 vom Erzbischof von Rouen, Kardinal Gustav Maximilian von Croÿ, gelegt. Der Bau wurde 1844 abgeschlossen, die Segnung fand im Oktober desselben Jahres statt. Papst Benedikt XV. erhob die Kirche 1919 in den Rang einer Basilica minor.

## Beschreibung

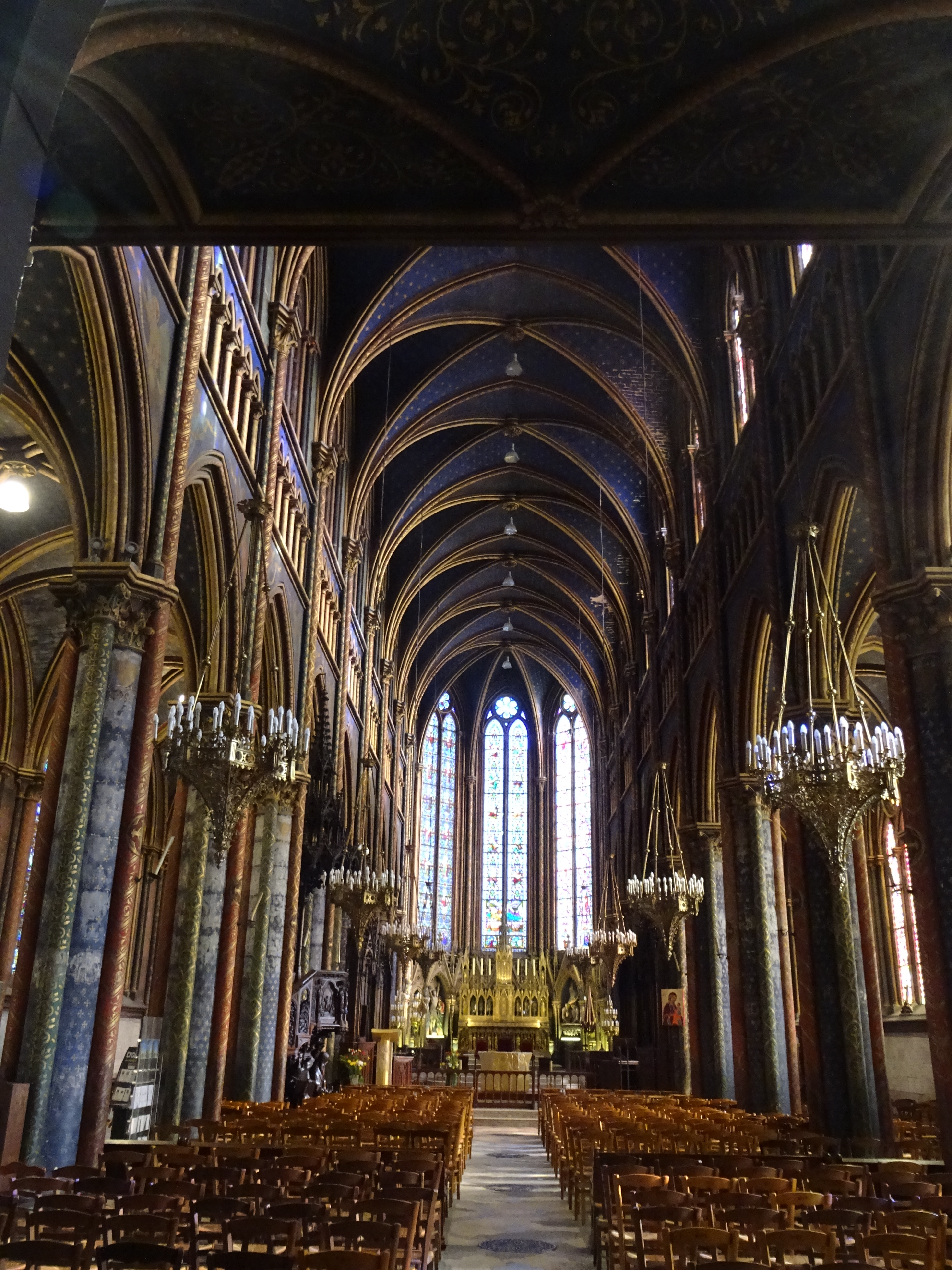
Innenraum

Die dreischiffige Basilika besteht aus einem von Seitenschiffen flankierten Schiff ohne Querschiff und einem Turm mit einer Spitze über der Westfassade, die aus drei Portalen mit reichlich geschnitzten Gewölben und einigen Stufen gebildet wird. Außerhalb der Kirche vor dem linken Portal steht noch der Grabstein des Pfarrers von Bonsecours zwischen 1790 und 1835.
Das Tympanon des Mittelportals zeigt die majestätische Jungfrau Maria, neben der sich zwei Engel verneigen. Die Tympana der Seitenportale zeigen zwei Szenen aus dem Leben der Jungfrau Maria: links ihre Kindheit bei ihren Eltern, der heiligen Anna und dem heiligen Joachim; links die Verlobung mit dem heiligen Josef.
Gegenüber der Westfassade befindet sich das Jeanne d’Arc gewidmete Denkmal, auf dessen Spitze der Erzengel Michael steht. Das Denkmal des Architekten Juste Lisch und des Bildhauers Louis-Ernest Barrias wurde 1892 eingeweiht und überragt den Ballungsraum Rouen, der sich in Richtung Westen erstreckt.

### Kirchenschiff

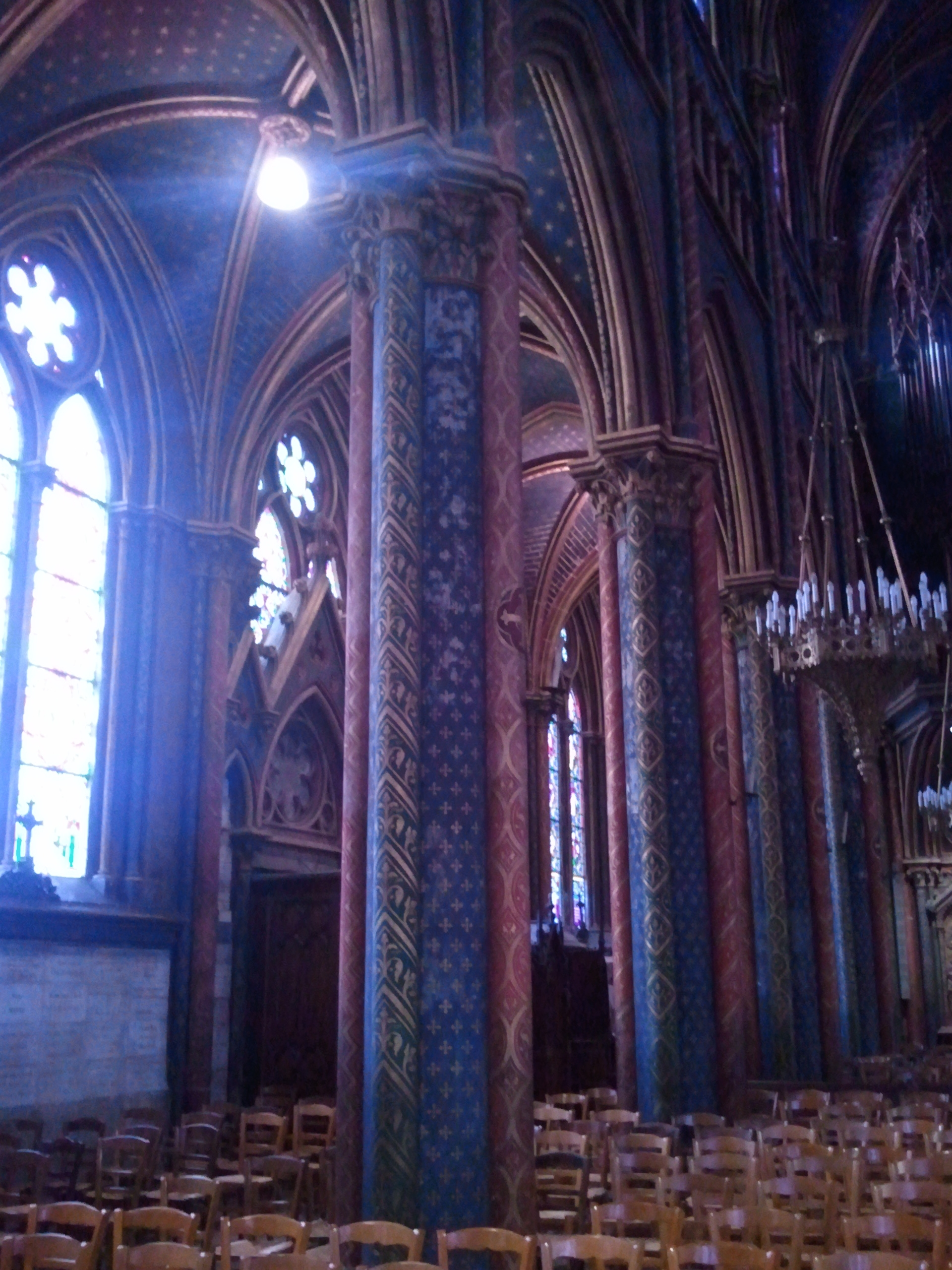
Seitenschiff

Das Gebäude besteht aus einem siebenjochigen Hauptschiff, das von Seitenschiffen flankiert wird und ohne Querschiff in den dreijochigen Chor übergeht, der mit seinen Seitenschiffen in einer polygonalen, fünfseitigen Apsis ohne Chorumgang endet. Das erste Feld des Kirchenschiffs ist von den entsprechenden Feldern der beiden Seitenschiffe durch eine Mauer getrennt, die eine Art Narthex bildet, über dem sich die Orgelempore erhebt. Am Anfang der Seitenschiffe, auf beiden Seiten des Narthex, werden so zwei Arten von Kapellen abgegrenzt, von denen eine im Norden das Taufbecken enthält. Die Seitenschiffe des Chors bilden zwei dreijochige Kapellen, von denen die nördliche der Jungfrau Maria und die südliche dem Heiligen Sakrament gewidmet ist.
Die Innenansicht umfasst die großen Arkaden, ein blindes Triforium und die hohen Fenster. Das Innere der Basilika weist die Besonderheit auf, dass es vollständig bemalt ist, nach dem Vorbild der Sainte-Chapelle, die Abbé Godefroy bewundert hatte.

### Kirchenfenster
Die Basilika ist vollständig mit Glasmalereien aus der Glashütte Gsell in Choisy-le-Roi (1844) ausgestattet, darunter auch das Glasfenster in der Nähe des Taufbeckens, das Bruder Philippe Bransiet, der Generalobere der Brüder der Christlichen Schulen, zum Gedenken an den Besuch von Johannes Baptist de La Salle in Bonsecours gestiftet hat.
Die niedrigen Fenster sind mit Glasmalereien versehen, die Szenen aus dem Alten und dem Neuen Testament zeigen. Viele von ihnen wurden von Mitgliedern des Bürgertums und des Adels gestiftet.
Die hohen Fenster zeigen Patriarchen und Propheten des Alten Testaments sowie die Apostel und andere wichtige Heilige der Weltkirche.

### Ausstattung
Der Hauptaltar im neugotischen Stil stammt von dem Bildhauer Victor Fulconis.
Das schmiedeeiserne Gitter der Marienkapelle wurde um 1850 von dem Kunstschmied Pierre Boulanger angefertigt, der die Türbänder des Hauptportals der Kathedrale Notre-Dame de Paris entworfen hat. Die Basilika verfügt über eine besonders kunstvolle Ausstattung aus Eichenholz: Kanzel, Gestühl, Beichtstühle.

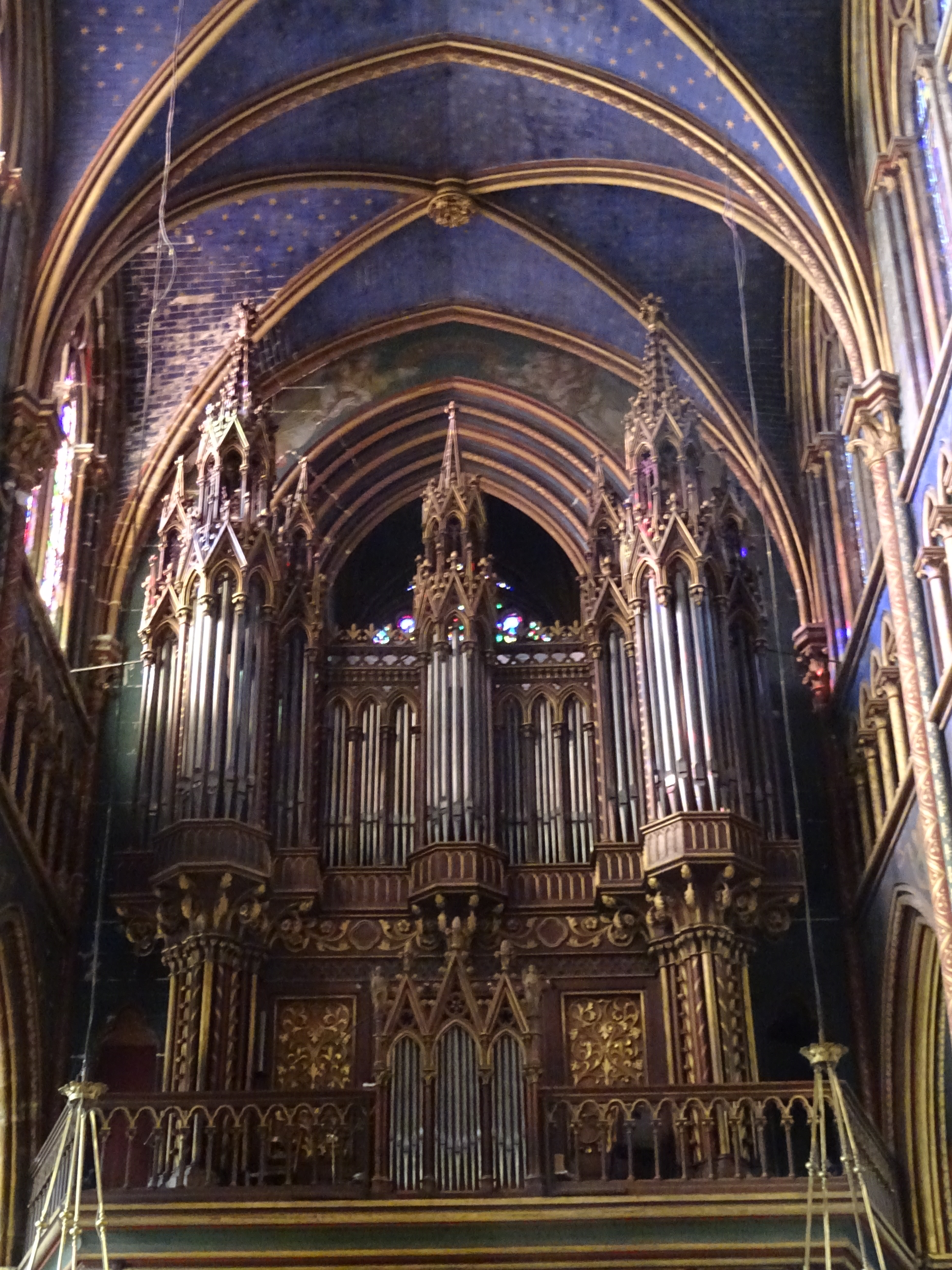
Orgel

Der Sockel der monumentalen Kanzel ist mit den lebensgroßen Statuen von vier sitzenden Kirchenvätern oder -lehrern geschmückt: St. Irenäus, St. Hilarius, St. Bernhard und St. Thomas von Aquin.

### Orgel
Die Orgel von Aristide Cavaillé-Coll wurde am 20. November 1857 von Louis Lefébure-Wély eingeweiht. Sie besteht heute aus drei Manualen, einem Pedal und 32 Registern. Das Gehäuse ist im neugotischen Stil gehalten: Das Hauptgehäuse hat drei Türmchen und zwei flache Seiten; es gibt auch ein Rückpositiv.

### Geläut

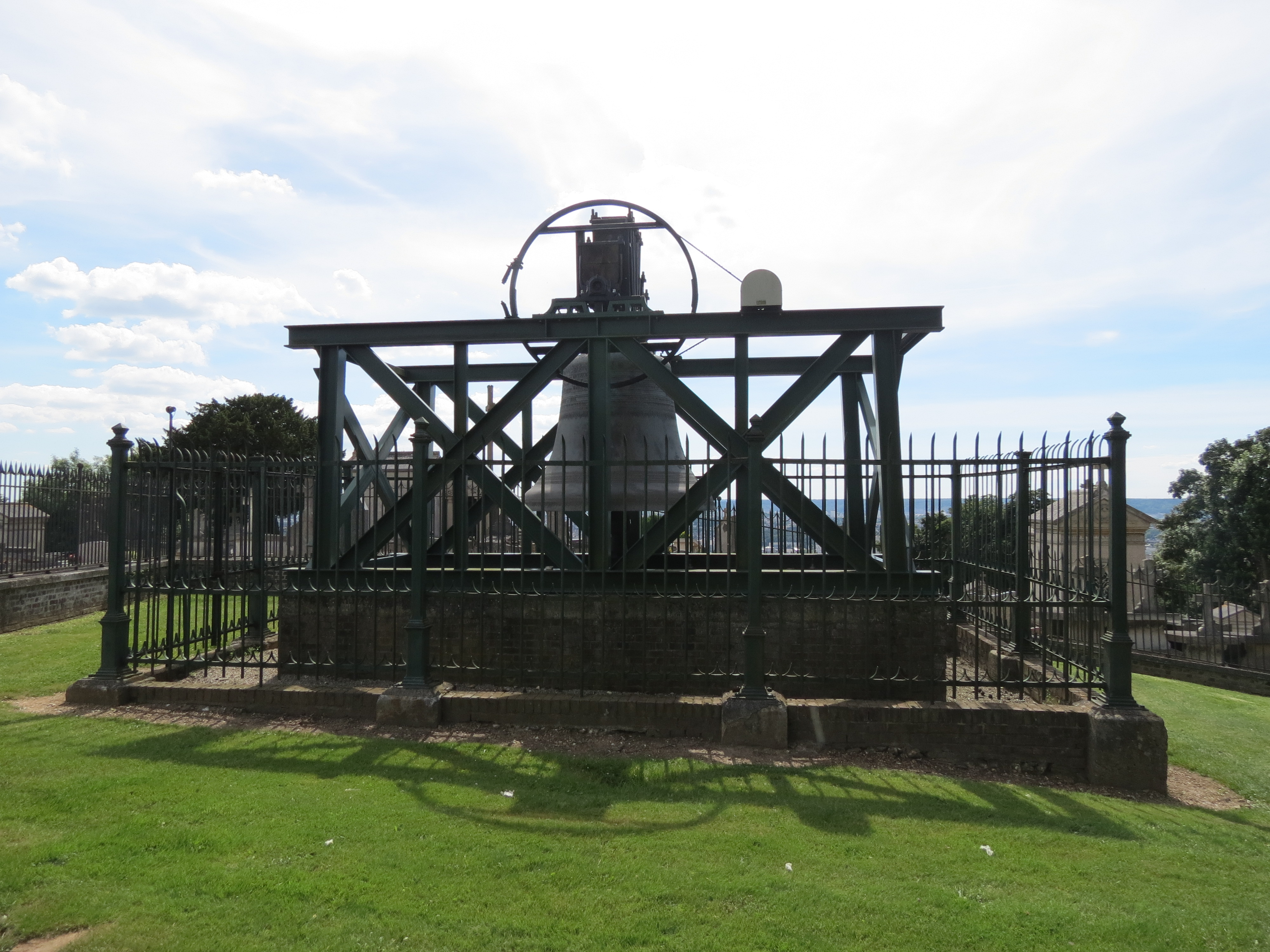
Bordun Léon

Die Basilika besitzt ein Geläut aus sechs Glocken mit Volant, von denen sich fünf im Glockenturm befinden. Der Bordun „Léon“ wurde etwa 100 Meter vor der Basilika in einem Metallglockenstuhl auf dem Boden aufgestellt, der zu ihrem Schutz in einem schmiedeeisernen Gehäuse untergebracht ist. Seine Größe und sein Gewicht von sechs Tonnen sollen verhindert haben, dass er in den Glockenturm aufgenommen wurde.
Léon wurde 1892 von Charles Drouot, einem Gießer in Douai (Sin-le-Noble), gegossen und am 30. Juni 1892 getauft. Ihren Namen erhielt sie von Léon-Benoit-Charles Thomas (1826–1894), der von 1884 bis zu seinem Tod Erzbischof von Rouen war.
Die anderen fünf Glocken wurden vier Jahre zuvor, im Jahr 1888, von Paul und Charles Drouot, Gießer in Douai (Sin-le-Noble), gegossen und im August 1888 getauft.